# Pin AA

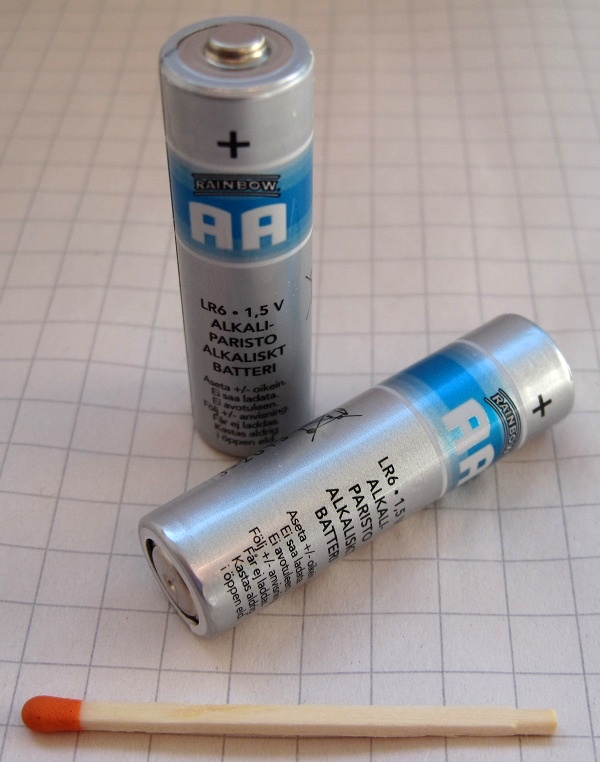
Pin AA

Pin AA là một loại pin khô loại đơn hình trụ có kích cỡ tiêu chuẩn. Hệ thống IEC 60086 đặt cho nó có kích thước R6, và ANSIC18  đặt cho nó kích thước 15. Trong lịch sử, nó được gọi là SP7 (Standard Power 7) hoặc HP7 (High Power 7)  trong văn bản chính thức của Vương quốc Anh, mặc dù nó được gọi một cách bình dân là  "pin hai chữ A".
Pin AA rất phổ biến trong các thiết bị điện tử di động. Pin AA bao gồm một pin điện hóa đơn có thể là pin chính (dùng một lần) hoặc pin có thể sạc lại nhiều lần. Hiệu điện thế đầu cuối chính xác và công suất của một pin kích thước AA phụ thuộc vào tính hóa học của pin; tuy nhiên, các thiết bị được thiết kế cho pin AA thường chỉ có hiệu điện thế 1,5 V trừ khi nhà sản xuất chỉ định khác đi.
Được giới thiệu lần đầu năm 1907, kích thước pin AA đã được tổ chức American National Standards Institute (ANSI) tiêu chuẩn hóa năm 1947, nhưng nó đã được sử dụng trong đèn pin và các phát minh về điện trước khi được chuẩn hóa chính thức. ANSI và IEC Battery cung cấp một số tên gọi cho các pin có kích thước này, tùy thuộc vào tính năng và tính chất hóa học  của pin.

## Kích cỡ

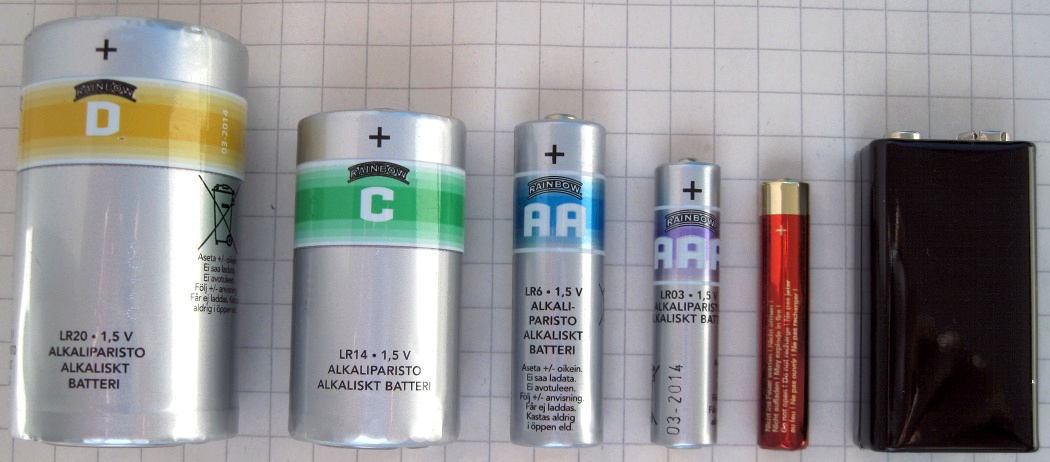
Các pin D, C, AA, AAA, AAAA, và một pin 9-vôn

Pin AA dài 49,2-50,5 mm (1,94-1,99 inch), bao gồm nút ở đầu pin và có đường kính 13,5-14,5 mm (0,53-0,57 inch). Nút nhô lên ở cực dương của pin tối thiểu cao 1mm và đường kính tối đa 5,5mm, đầu cuối cực âm phải phẳng và có đường kính tối thiểu 7mm. Pin Lithium 14500 dài hơn nếu chúng có một mạch bảo vệ dài tối đa 53mm.
Pin kiềm AA có khối lượng khoảng 23 g (0,81 oz), pin lithi AA khoảng 15 g (0,53 oz), và pin Ni-MH sạc nhiều lần có khối lượng khoảng 31 g (1,1 oz).